# 中山美穂 パーフェクト・ベスト2
『中山美穂 パーフェクト・ベスト2』（なかやまみほ パーフェクト・ベスト2）は、中山美穂のベスト・アルバム。
2013年10月2日にキングレコードより発売された。規格品番：KICS-1928。

## 解説
1970年代から1990年代に活動したキングレコード所属のJ-POPアーティストのベスト盤シリーズ「パーフェクト・ベスト・シリーズ」のうちの一作。2010年に発売された同シリーズの『中山美穂 パーフェクト・ベスト』に収録しきれなかった後期のシングル曲とヒット・シングルの別ヴァージョン、ライブ・ヴァージョンで構成されている。
中山がそれまでにリリースしてきた配信を含む全楽曲で唯一デジタル化されていなかった、12インチ・シングルの「WAKU WAKUさせて(PARTY VERSION)」が、本作への収録で初CD化された。これにより、本作と前パーフェクト・ベストの2形態で、中山美穂の全シングルA面楽曲を網羅することが可能となった。

## 収録曲
1. クローズ・アップ (Album Ver.) - アルバム「SUMMER BREEZE」収録
2. You're My Only Shinin' Star ('86 Album Ver.) - アルバム「SUMMER BREEZE」収録
3. BE-BOP-HIGHSCHOOL (Live Ver.) - アルバム「VIRGIN FLIGHT '86 中山美穂ファースト・コンサート」収録
4. WAKU WAKUさせて (PARTY VERSION)
5. 「C」 (Album Ver.) - アルバム「COLLECTION」収録
6. ツイてるねノッてるね (Album Ver.) - アルバム「COLLECTION」収録
7. CATCH ME (Album Ver.) - アルバム「CATCH THE NITE」収録
8. Witches (Album Ver.) - アルバム「angel hearts」収録
9. Virgin Eyes (Album Ver.) - アルバム「Hide'n' Seek」収録
10. 女神たちの冒険 (Album Ver.) - アルバム「Jeweluna」収録
11. ただ泣きたくなるの (Another Edition)
12. 世界中の誰よりきっと (Live Ver.) - アルバム「Pure White Live '94」収録
13. True Romance
14. マーチカラー
15. LOVE CLOVER
16. A Place Under the Sun
17. Adore